# Thereianthus
Thereianthus – rodzaj roślin należący do rodziny kosaćcowatych (Iridaceae). Obejmuje 11 gatunków. Rośliny te występują w Afryce Południowej, w Prowincji Przylądkowej Zachodniej. Rosną w górach na skałach piaskowców i glebach z nich powstających. 

## Morfologia
PokrójByliny z kulistymi bulwocebulami, korzeniącymi się od dołu i okrytymi siatkowatymi tunikami. Pęd kwiatostanowy zwykle nierozgałęziony, okrągły na przekroju.
LiścieTrzy lub cztery asymilacyjne, łodygowe, z parą katafili poniżej. Blaszka równowąska, płaska lub fałdowana, z jedną wiązką centralną lub kilkoma równorzędnymi.
KwiatyZwykle liczne, i najczęściej zebrane w gęste, rzadziej luźne kłosokształtne kwiatostany, w których osadzone są spiralnie (dwurzędowo w pąkach). Kwiaty wsparte są dwoma krótkimi przysadkami, zielonymi tylko w dolnej części lub w całości zasychającymi i brązowymi. Kwiaty długotrwałe, zamykające się na noc, promieniste lub grzbieciste. Okwiat zwykle fioletowy lub niebieski, rzadziej różowy lub biały. Sześć listków okwiatu podobnych jest długością, u dołu zrastają się w krótszą lub dłuższą rurkę, na końcach rozpościerają się. Pręciki są trzy, a ich nitki wyrastają z górnej części rurki okwiatu. Zalążnia jest dolna, trójkomorowa, kulistawa, z nitkowatą szyjką słupka głęboko rozgałęzioną z ramionami podwijającymi się.
OwoceTrójkomorowe, drewniejące torebki kształtu jajowatego, kolbowatego lub wrzecionowatego.

## Systematyka
Rodzaj z plemienia Watsonieae, z podrodziny Crocoideae z rodziny kosaćcowatych (Iridaceae). Blisko spokrewniony z roślinami z rodzaju Micranthus.
Wykaz gatunków
- Thereianthus bracteolatus (Lam.) G.J.Lewis
- Thereianthus bulbiferus Goldblatt & J.C.Manning
- Thereianthus elandsmontanu s Goldblatt & J.C.Manning
- Thereianthus intermedius Goldblatt & J.C.Manning
- Thereianthus ixioides G.J.Lewis
- Thereianthus juncifolius (Baker) G.J.Lewis
- Thereianthus longicollis (Baker) G.J.Lewis
- Thereianthus minutus (Klatt) G.J.Lewis
- Thereianthus montanus J.C.Manning & Goldblatt
- Thereianthus racemosus (Klatt) G.J.Lewis
- Thereianthus spicatus (L.) G.J.Lewis